# Воднянци (област Добрич)
 За другото българско село вижте Воднянци (Област Видин).  
Воднянци е село в Североизточна България. То се намира в община Добричка, област Добрич.

## История
През Османския период, след Освобождението и през периода на румънско господство над Добруджа от 1919 до 1940 година селото се нарича Мързък. Днешното си име селото получава със заповед на МЗ № 2191/обн. 27 юни 1942 г.
През социалистическия период от 1950 до 1956 г. в толбухинското село функционира ТКЗС „Васил Левски”.
На 25 февруари 2018 г. Министерството на околната среда и водите провежда процедура за промяна в режима на дейностите в землището на селото с оглед изграждането на обекти от газопреносната мрежа на страната.

## Население
Преброяване на населението през 2011 г.
Численост и дял на етническите групи според преброяването на населението през 2011 г.:
|                     | Численост | Дял (в %) |
| Общо                | 301       | 100,00    |
| Българи             | 17        | 5,64      |
| Турци               | 87        | 28,90     |
| Цигани              | 119       | 39,53     |
| Други               | 0         | 0,00      |
| Не се самоопределят | 0         | 0,00      |
| Неотговорили        | 76        | 25,24     |